# شرکت مهندسی و ساخت تأسیسات دریایی ایران
شرکت مهندسی و ساخت تأسیسات دریایی ایران (انگلیسی: Iranian Offshore Engineering and Construction Company) شرکت خدمات مهندسی ایرانی است، که در زمینه مهندسی، طراحی، ساخت و نصب، تعمیر و اجرای سازه‌های ثابت و متحرک دریایی مانند سکوهای شناور و نیمه‌شناور دریایی، اسکله‌ها، خطوط لوله و تأسیسات فراساحلی در صنایع نفت و گاز فعالیت می‌کند.
شرکت مهندسی و ساخت تأسیسات دریایی ایران در سال ۱۳۷۲ تأسیس شد. این شرکت هم‌اکنون دارای چندین یارد کشتی‌سازی و سایت‌های صنعتی و کارخانجات جانبی مرتبط، همچنین مالک ناوگان گسترده‌ای از کشتی‌های لوله‌گذار، شناورهای جرثقیل‌دار، تجهیزات و ماشین‌آلات می‌باشد.
دفتر مرکزی شرکت مهندسی و ساخت تأسیسات دریایی ایران در تهران قرار دارد و کارخانجات و یاردهای صنعتی آن در خرمشهر و بندر عسلویه مستقر می‌باشند. اکثریت سهام این شرکت در اختیار شرکت سرمایه‌گذاری صندوق بازنشستگی صنعت نفت و بنیاد تعاون ناجا می باشد.